# Hirano-ku
Hirano (平野区, Hirano-ku) est l'un des vingt-quatre arrondissements d'Osaka. Situé au sud-est de la ville, c'est le plus grand arrondissement d'Osaka et le seul à avoir plus de 200 000 habitants.

## Géographie
Le nord-ouest de Hirano-ku se trouve sur la partie méridionale du plateau d'Uemachi mais, en général, le terrain est plat. La rivière Yamato coule au sud de l'arrondissement. On y trouve aussi le cimetière Uriwari.

## Histoire
Le nom Hirano remonte probablement à la fin de l'ère Heian: Hirano-shou appartenait au district Sumiyoshi de la province de Settsu. Le second fils de Sakanoue no Tamuramaro, Sakanoue no Hirono, fut le seigneur chargé de développer Hirano et on l'a appelé du titre Hirano-tono.
Il existe plusieurs théories sur le nom Hirano : ce serait une mauvaise prononciation pour le mot kouya (広野) ou il marquerait par sa combinaison de kanjis 平野 le moment où des lacs et marais étaient asséchés pour agrandir (平らになった) les terres agricoles (野).

## Lieux notoires

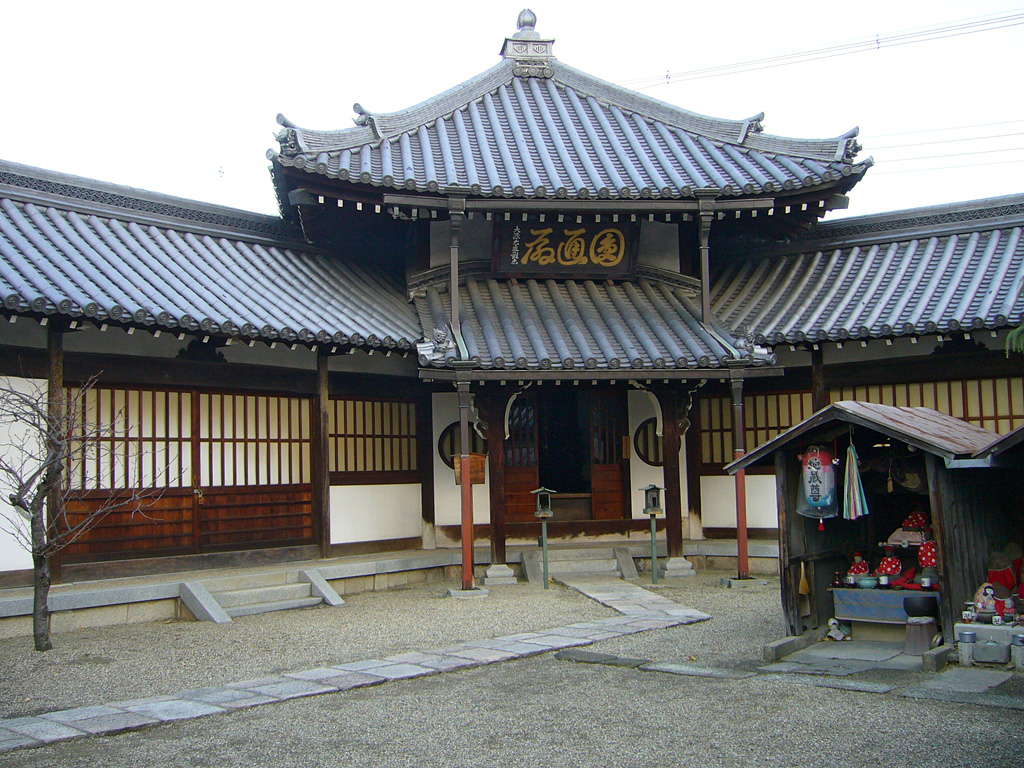
Le est un temple bouddhiste.

- Dainembutsu-ji

## Population

### Évolution de la population
| Année | Nombre d'habitants | Évolution |
| ----- | ------------------ | --------- |
| 1950  | 59128              |           |
| 1955  | 64588              | + 9,23 %  |
| 1960  | 90289              | + 39,79 % |
| 1965  | 147225             | + 63,06 % |
| 1970  | 188977             | + 28,35 % |
| 1975  | 202645             | + 7,23 %  |
| 1980  | 198880             | − 1,86 %  |
| 1985  | 196203             | − 1,35 %  |
| 1990  | 198550             | + 1,20 %  |
| 1995  | 200556             | + 1,01 %  |
| 2000  | 201722             | + 0,58 %  |
| 2005  | 200490             | − 0,61 %  |
| 2010  | 200205             | − 0,14 %  |

### Personnes célèbres nées dans l'arrondissement
- Sueyoshi Magozaemon
- Akihiro Yano, joueur de baseball professionnel
- Yuki Matsuoka, doubleuse (seiyū)
- Masami Hisamoto, acteur et chanteur
- Lee Myung-bak, président de la République sud-coréenne de 2008 à 2013
- ManaKana, chanteuses
- Ai Haruna, personnalité de télévision trans et chanteuse

## Entreprises
- Icom, matériel d’émission et réception radio
- Capcom (siège social), développe et édite des jeux vidéo